# Petit-Modave
Petit-Modave was een gehucht in de Belgische provincie Luik. Het lag in de gemeente Modave, ruim een kilometer ten zuidwesten van het dorpscentrum in de vallei van de Hoyoux. Op de hoogte net ten noorden bevindt zich het domein van het Kasteel van Modave. Het gehucht verdween in de 20ste eeuw door grootschalige waterwinning.

## Geschiedenis
Petit-Modave was in de 12de eeuw een vrijleen van de abdij van Neufmoustier in Hoei. Op de Hoyoux werd een watermolen opgericht. In het begin van de 16de eeuw werd Petit-Modave afhankelijk van Grand-Modave. Het gehucht kreeg ook een papiermolen en een oliemolen. Er bevond zich een kapel, gewijd aan de Heilige Maria Magdalena. De Ferrariskaart uit de jaren 1770 toont het gehucht Petit Modave in de riviervallei en geeft ook de molens weer.
Op het eind van het ancien régime werd Petit-Modave een gehucht in de gemeente Modave.
De omgeving telde verscheidene waterbronen en in de 20ste eeuw begon men hier met grootschalige waterwinning, onder meer om te voorzien in het groeiende waterverbruik van de stad Brussel. De graafwerken begonnen in het eerste decennium van de 20ste eeuw. In 1912 en 1913 moesten de eerste huizen van het gehucht wijken. Toen de werken beëindigd werden, had men in de heuvel een ondergrondse galerie van enkele kilometer gegraven en 300-tal bronnen afgeleid. De middeleeuwse watermolen werd in 1919 gesloopt. In 1922 werden de installaties in gebruik genomen.
Er was nog meer water beschikbaar en in de jaren 30 werden verdere werken uitgevoerd. Een tweede molen werd in 1938 afgebroken en de oude kasteelhoeve van de vroegere heerlijkheid werd in 1942 gesloopt. Heel het gehucht verdween uiteindelijk. Er werd een waterwingebied en beschermingszone van ongeveer 450 ha afgebakend.
Deelgemeenten: Modave · Outrelouxhe · Strée · Vierset-Barse

Overige dorpen en gehuchten: Barse · Les Communes de Strée · Les Gottes · Limet · Linchet · Petit-Modave · Pont-de-Bonne · Rawsa · Romont · Saint-Jean-Sart · Vierset

Belgische gemeenten · arrondissement Hoei · provincie Luik · Wallonië